# Yoko-Wakare

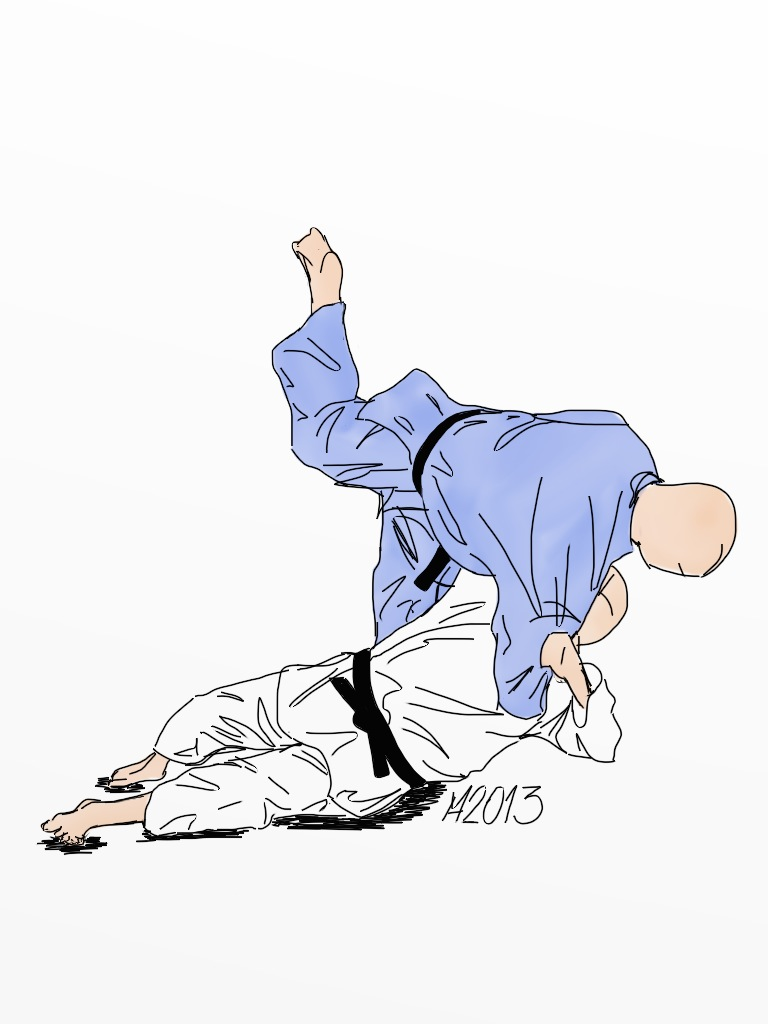
Judoka (en blanc) projetant son adversaire par un Yoko-Wakare.

Yoko-Wakare (séparation latérale, en japonais : 横分) est une technique de projection du judo. Yoko-Wakare est la 3e technique du 5e groupe du Gokyo. Yoko-Wakare fait partie des techniques avec le côté sur le sol (Yoko-Sutemi-Waza).